# Угол сноса

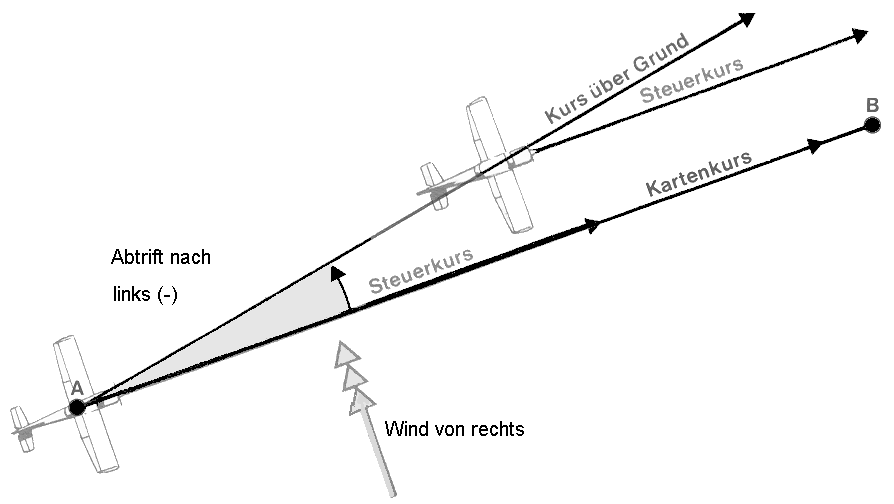
Угол сноса в горизонтальном полёте без скольжения, обусловленный боковым ветром.

Угол сноса — угол между продольной осью летательного аппарата (ЛА) и направлением его движения относительно земной поверхности. В горизонтальном полёте без скольжения обусловлен боковым ветром.
В общем случае угол сноса складывается из угла ветрового сноса и аэродинамического угла сноса. Последний может быть обусловлен несимметричной аэродинамикой ЛА или следствием неравномерности тяги двигателей.
Угол сноса должен учитываться при самолётовождении по истинному или магнитному курсу. Он может быть рассчитан штурманом косвенно, либо получен через непосредственное измерение доплеровским измерителем скорости и сноса (ДИСС).